# Reina Claudia Cambridge
Reina Claudia Cambridge sinónimo: Cambridge Gage es una variedad cultivar de ciruelo (Prunus domestica), de las denominadas ciruelas europeas,
una variedad de ciruela probablemente una plántula de "Reine Claude", introducida en 1927 en los circuitos comerciales por el viverista "Chivers & Son", Histon, Cambridgeshire. Las frutas tienen un tamaño de pequeño a medio, color de piel verde oscuro o ligeramente dorado, y pulpa de color verde amarillenta o dorada, textura medio firme, muy jugosa, y con sabor muy dulce y aromático, muy bueno.

## Sinonimia
- "Cambridge plum",
- "Cambridge Gage",
- "Cambridge Gage Plum",[2]
- "Prune Cambridge",[4]
- "Reina Claudia de Cambridge".[5]

## Historia
La variedad 'Reina Claudia Cambridge' es probablemente una plántula de "Reine Claude", introducida en 1927 en los circuitos comerciales por el viverista "Chivers & Son", Histon, Cambridgeshire.
'Reina Claudia Cambridge' está cultivada en diversos bancos de germoplasma de cultivos vivos, tales como en National Fruit Collection (Colección Nacional de Fruta) de Reino Unido con el número de accesión: 1974-412 y Nombre Accesión : Cambridge Gage (EMLA).
'Reina Claudia de Cambridge' está cultivada en el banco de germoplasma de cultivos vivos de la Estación experimental Aula Dei de Zaragoza (como 'Reina Claudia Cambridge'). En España está considerada incluida como una variedad local muy antigua, cuyo cultivo se centraba en comarcas muy definidas, que se caracterizan por su buena adaptación a sus ecosistemas, y podrían tener interés genético en virtud de su características organolepticas y resistencia a enfermedades, con vista a mejorar a otras variedades.

## Características
'Reina Claudia de Cambridge' es un árbol compacto de tamaño mediano, que produce bien pero no abundantemente en buenas condiciones (lugar cálido, no demasiado húmedo y con suficiente cal en el suelo), mejor que la mayoría de los tipos 'Reina Claudia Verde'. Parcialmente autopolinizante. Las flores deben aclararse para que los frutos alcancen un calibre más grueso. Tiene un tiempo de floración que comienza a partir del 13 de abril con el 10% de floración, para el 17 de abril tiene una floración completa (80 %), y para el 27 de abril tiene un 90 % de caída de pétalos.
'Reina Claudia de Cambridge' tiene una talla de fruto de tamaño pequeño a medio, de forma redondeado achatada, con depresión ligera a lo largo de la sutura, formando pocillo en el polo pistilar y continuando casi imperceptiblemente en la zona dorsal, ligeramente asimétrica, con un lado un
poco más desarrollado, con la sutura línea bien visible, color verdoso grisáceo indefinido, transparente, en depresión ligera, un poco más acentuada junto a cavidad peduncular; epidermis tiene una piel dura, ligeramente adherida, con abundante pruina grisácea o violácea, no se aprecia pubescencia, la piel de color verde oscuro o ligeramente dorado, sin chapa o con ligera chapa compuesta por moteado rojizo amoratado, con puntos lenticelares
muy abundantes pequeños y medianos, blanquecinos o amarillentos, sin aureola; Pedúnculo corto o mediano, grueso, con pubescencia cortísima, muy
adherente a la carne, ubicado en una cavidad del pedúnculo amplia, poco profunda, bastante rebajada en la sutura y muy poco y suavemente en el lado opuesto; pulpa de color verde amarillenta o dorada, textura medio firme, muy jugosa, y con sabor muy dulce y aromático, muy bueno.
Hueso semi libre, ligera adherencia solo en zona ventral, pequeño, elíptico redondeado, poco sobresaliente, con el surco dorsal bien marcado, los laterales casi superficiales, y la superficie arenosa, semi-lisa.
Su tiempo de recogida de cosecha en la tercera decena de julio a la primera de agosto.

## Usos
La ciruela 'Reina Claudia Cambridge' se comen crudas de fruta fresca en mesa, y en preparaciones culinarias.

## Enfermedades y plagas
Plagas específicas:
Pulgones, Cochinilla parda, aves Camachuelos, Orugas, Araña roja de árboles frutales, Polillas minadoras de hojas, Pulgón enrollador de hojas de ciruelo.
Enfermedades específicas:
Hoja de plata, cancro bacteriano, marchitez de flores y frutos por podredumbre parda.